# ماتیو کانلی
ماتیو کانلی (انگلیسی: Matthew Connolly؛ زادهٔ ۲۴ سپتامبر ۱۹۸۷) یک بازیکن فوتبال اهل بریتانیا است.

## زندگی حرفه‌ای
ماتیو کانلی در چیپینگ بارنت، لندن به دنیا آمد. در تاریخ ۲۳ نوامبر ۲۰۰۶ باشگاه فوتبال آرسنال اعلام کرد که او تا ۲ ژانویه ۲۰۰۷ به خدمت گرفته‌است.